# Лансеро, Этьен
Этьен Лансеро (фр. Étienne Lancereaux; 1829—1910) — французский медик, ученик Клод Бернара и Базена, доктор медицины; президент Парижской медицинской академии.

## Биография
Этьен Лансеро родился 27 ноября 1829 года в городке Бреси-Бриер. Изучал медицину в Реймсе и Париже. 
В 1862 году Э. Лансеро получил научную степень доктора медицины и с этого времени стал врачом больницы de la Pitie, где одновременно читал лекции в звании приват-доцента. 

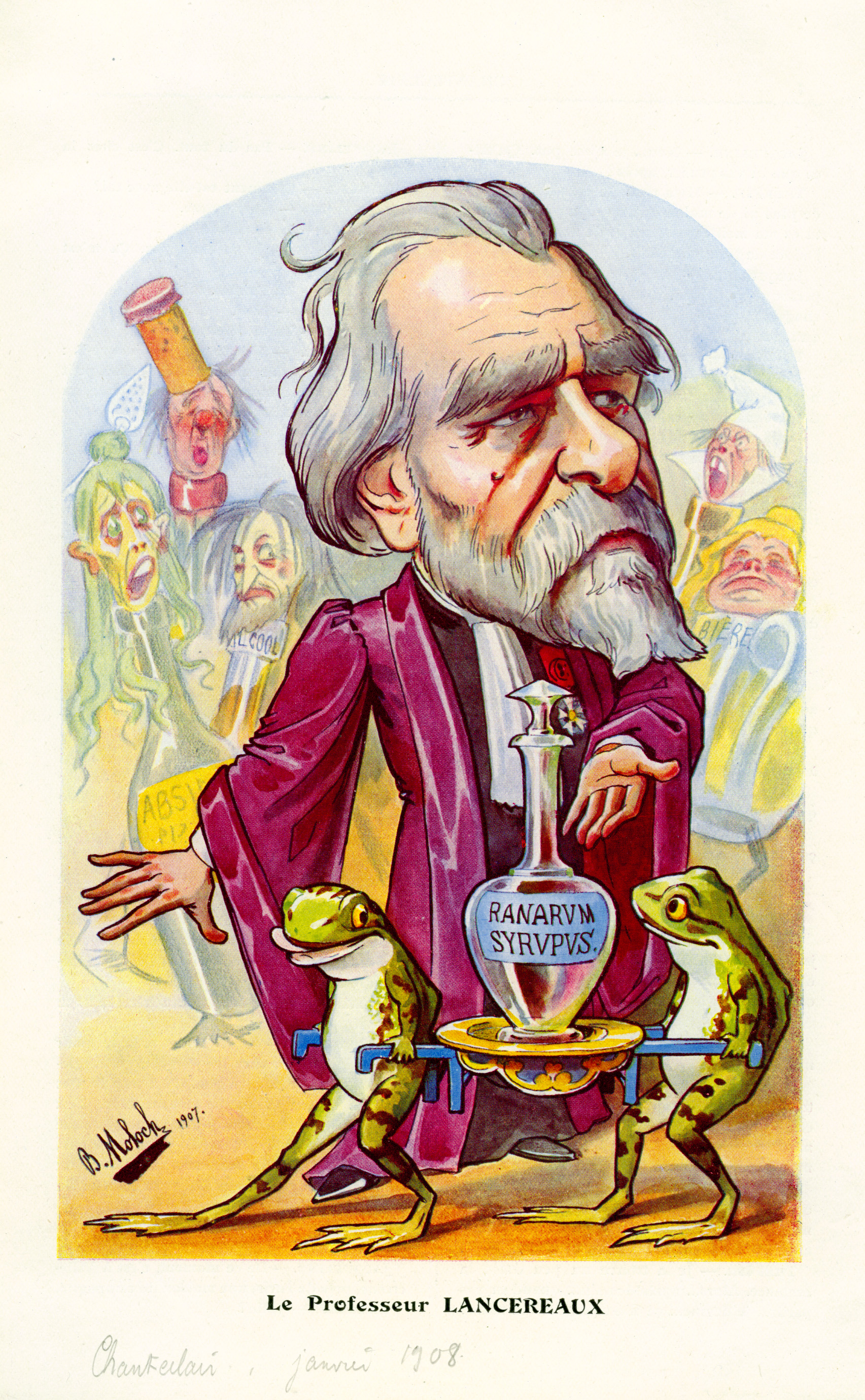
Карикатура на Лансеро

Доктор Г. М. Герценштейн на страницах «Энциклопедического словаря Брокгауза и Ефрона» даёт весьма лестный отзыв Лансеро: «Л. один из самых ученых французских врачей...», но акцент делает на его вклад в лечение сифилиса: «Лансеро... французский сифилидолог... Его превосходное руководство по сифилидологии переведено на русский язык под ред. проф. В. М. Тарновского.», но время показало, что его главные работы связаны с исследованием сахарного диабета. Показательно, что среди учеников Лансеро был Николае Паулеску, открывший (не без опоры на труды доктора Лансеро) панкреин — предшественник инсулина.
Через некоторое время Этьен Лансеро был избран президентом Парижской медицинской академии.
Благодаря клинико-патологическим исследованиям доктора Лансеро предположил, что причина сахарного диабета находится в поджелудочной железе. В 1877 году он опубликовал статью, в которой ввел термин «diabète pancréatique» (диабет поджелудочной железы). Его идеи относительно диабета были позже подтверждены экспериментами Оскара Минковского и Йозефа фон Меринга (1849–1908).
Помимо упомянутых выше сифилиса и диабета, Лансеро также проводил исследования алкоголизма, инфекционных форм желтухи и передачи тифа через воду. Из многочисленных сочинений Лансеро, касающихся самых разнообразных медицинских тем, некоторые были увенчаны престижными премиями.
Этьен Лансеро скончался 26 октября 1910 года в городе Париже.